# Titularbistum Zella
Zella ist ein Titularbistum der römisch-katholischen Kirche.
Es geht zurück auf ein früheres Bistum in der spätantiken römischen Provinz Byzacena in der Sahelregion des heutigen Tunesien.
| Titularbischöfe von Zella |                                                 |                                                |                    |                  |
| Nr.                       | Name                                            | Amt                                            | von                | bis              |
| 1                         | Franz Brazys MIC                                | Auslandsbischof der Litauer                    | 22. Dezember 1964  | 9. Juni 1967     |
| 2                         | Cesare Zacchi                                   | Leiter der Mission des Heiligen Stuhls in Kuba | 16. September 1967 | 24. Mai 1974     |
| 3                         | Angelo Acerbi Titularerzbischof pro hac vice    | Apostolischer Nuntius                          | 22. Juni 1974      | 7. Dezember 2024 |
| 4                         | Samuele Sangalli Titularerzbischof pro hac vice | Kurienerzbischof                               | 6. Februar 2025    |                  |